# Lijst van burgemeesters van Maassluis
Dit is een lijst van burgemeesters van de Nederlandse gemeente Maassluis
| Ambtsperiode | Naam burgemeester                     | Partij of stroming | Bijzonderheden                                |
| ------------ | ------------------------------------- | ------------------ | --------------------------------------------- |
| 1824 - 1838  | Ary Roest                             |                    |                                               |
| 1838 - 1849  | Adrianus de Jongh (ca.1766-1850)      |                    |                                               |
| 1849 - 1851  | Jan van der Endt Swanenburg           |                    |                                               |
| 1852 - 1857  | Wouter Overvoorde                     |                    |                                               |
| 1857 - 1863  | Jacobus Cornelis van der Lely         |                    |                                               |
| 1864 - 1887  | Jacob Zaneveld                        |                    |                                               |
| 1888 - 1892  | Jean Philippe Wesselink               |                    |                                               |
| 1892 - 1894  | Richardus Philippus Arnoldus van Rees |                    |                                               |
| 1894 - 1896  | Willem Lotsy                          |                    |                                               |
| 1896 - 1899  | Gerard Ripping                        |                    |                                               |
| 1899 - 1908  | Jhr. mr. Martinus van den Brandeler   |                    |                                               |
| 1908 - 1933  | Cornelis Pieter Isaak Dommisse        | ARP                | tevens burgemeester van Sluis (1905-1908)     |
| 1933 - 1941  | Pieter Abraham Schwartz               | ARP                |                                               |
| 1941 - 1943  | George Marinus Cornelis Ort           | NSB                | tevens burgemeester van Rozenburg (1942-1943) |
| 1943 - 1945  | Barend Jan Hendrik ten Dam            | NSB                | tevens burgemeester van Rozenburg             |
| 1945 - 1956  | Pieter Abraham Schwartz               | ARP                |                                               |
| 1956 - 1973  | Willem Johannes Dominicus van Dijck   | ARP                |                                               |
| 1973 - 1979  | Mattheus Karel van Dijke              | ARP                |                                               |
| 1979 - 1993  | Hans (J.) van Es                      | ARP / CDA          |                                               |
| 1993 - 2003  | Jannie (J.) Sterkenburg-Versluis      | CDA                |                                               |
| 2003 - 2015  | Koos (J.A.) Karssen                   | CDA                | deels waarnemend                              |
| 2015 - 2023  | Edo (T.J.) Haan                       | PvdA               | [ 1 ]                                         |
| 2023 - 2024  | Gregor (G.G.J.) Rensen                | PvdA               | waarnemend                                    |
| 2024 - heden | Jack (J.G.) de Vries                  | CDA                | [ 3 ]                                         |